# Ель-Ентаґ Ель-Харбі
Ель-Ентаґ Ель-Харбі (El-Entag El-Harby) — єгипетський футбольний клуб, що базується в Каїрі.

## Коротка турнірна історія
«Ель-Ентаґ Ель-Харбі» є ще одним клубом військовиків, що представляє міністерство військового виробництва. Ця команда вперше пробилася до єгипетської Прем'єр ліги в сезоні 2009-2010 років, перемігши в попередньому сезоні в 2-му дивізіоні єгипетського футболу.